# Bauhinia longifolia
Bauhinia longifolia  es una especie de  planta fanerógama, una leguminosa, familia Fabaceae.

## Propiedades
B. longifolia es una buena fuente de flavonoides con actividad antivirus de Mayaro. Este es el primer informe de la actividad de la quercetina y sus derivados contra un alfavirus. B. longifolia contiene en sus hojas quercetina no glicosilada y sus glucósidos: guaijaverina, quercitrina, isoquercitrina e hiperina.

## Distribución
Es originaria de América del Sur, donde se distribuye por Bolivia, Brasil, Paraguay y Perú.

## Taxonomía
Bauhinia longifolia fue descrito por (Bong.) Steud.  y publicado en Nomenclator Botanicus. Editio secunda 2(1): 191. 1840.
Etimología
Bauhinia: nombre genérico nombrado en honor de los hermanos herboristas y botánicos suizos; Caspar (1560-1624) y Johann Bauhin  (1541-1613). El primero fue botánico y médico, autor de un índice de  nombres de plantas y sus sinónimos llamado Pinax Theatri botanici, y profesor de anatomía y botánica en la Universidad de Basilea, que distinguía entre género y especie, y fue el primero en establecer un sistema científico de la nomenclatura, mientras que el segundo fue coautor de la gran obra Historia Plantarum universalis, publicado cuarenta años después de su muerte.
longifolia: epíteto latino que significa "con grandes hojas".
Sinonimia
- Bauhinia longifolia var. longifolia
- Bauhinia recurva Cowan
- Bauhinia recurva R.S. Cowan
- Pauletia longifolia Bong.[5]</ref>[6]